# 1-Dekanol
Az 1-dekanol vagy dekán-1-ol 10 szénatomot tartalmazó egyenes szénláncú zsíralkohol, képlete C10H21OH. Színtelen, erős szagú, vízben oldhatatlan viszkózus folyadék.
Határfelületi feszültsége a vízzel szemben 20 °C-on 8,97 mN/m.

## Felhasználása
Használják oldószerek, kenőanyagok, lágyítók, felületaktív anyagok gyártásánál.

## Toxikussága
Az 1-dekanol ingerli a bőrt és a szemet. Szembe kerülve maradandó sérülést okozhat. Belélegezve vagy lenyelve veszélyes lehet. Használják kábítószerként. Ártalmas a környezetre.

## Fordítás
Ez a szócikk részben vagy egészben  a(z)   1-Decanol című angol Wikipédia-szócikk ezen változatának fordításán alapul.  Az eredeti cikk szerkesztőit annak laptörténete sorolja fel. Ez a jelzés csupán a megfogalmazás eredetét és a szerzői jogokat jelzi, nem szolgál a cikkben szereplő információk forrásmegjelöléseként.